# Bahnhof Reichenbach (Vogtl) ob Bf
Der Bahnhof Reichenbach (Vogtl) ob Bf ist eine Betriebsstelle der Bahnstrecke Leipzig–Hof in Reichenbach im Vogtland. Genutzt wird er nur noch für den Reiseverkehr, Ortsgüteranlagen bestehen nicht mehr. Auch der letzte Abschnitt der hier seit 1895 abzweigenden Bahnstrecke nach Göltzschtalbrücke wurde schon in den 1970er Jahren stillgelegt.
Zwischen 1963 und 2012 endete in Reichenbach die Streckenelektrifizierung aus Leipzig und Zwickau über das Bogendreieck Werdau. Somit mussten alle Züge, einschließlich der Interzonenzüge nach Süden in Richtung Hof/Saale über Plauen oberer Bahnhof umgespannt werden.
Ab den 1990er Jahren verkehrten auch auf dem elektrifizierten Abschnitt vermehrt mit Dieseltriebfahrzeugen bespannte Züge sowie die ICE TD nach Dresden, sodass in Reichenbach kaum noch längere Betriebshalte notwendig waren.
Seit der Bahnhofseröffnung 1846 bestand eine Lokstation, aus der später das Bahnbetriebswerk Reichenbach hervorging. Ab Ende der 1960er Jahre gehörte Reichenbach zu den fünf größten Bahnbetriebswerken der Deutschen Reichsbahn (vergl. Liste der Bahnbetriebswerke in Deutschland), zudem war es das erste dampflokomotivfreie Bahnbetriebswerk. Die bis Anfang der 1990er Jahre wichtige Dienststelle wurde 1999 geschlossen.

## Geschichte

### Name
Der Bahnhof trug während seiner Betriebszeit drei unterschiedliche Namen, im Einzelnen waren dies:
- bis 30. April 1895: Reichenbach i.V.
- bis 30. Juni 1911: Reichenbach i.V. ob Bf
- seit 1. Juli 1911: Reichenbach (Vogtl) ob Bf

### Entstehung
Bereits am 31. Mai 1846 wurde in Reichenbach der erste Bahnhof zusammen mit dem Teilstück Werdau–Reichenbach der Bahnstrecke Leipzig–Hof durch die Sächsisch-Bayerische Eisenbahn-Compagnie eröffnet. Das Empfangsgebäude war ein repräsentativer dreistöckiger Bau; davor lag der überdachte Hausbahnsteig. Der Weiterbau bis Plauen verzögerte sich durch den Bau der Göltzschtalbrücke und der Elstertalbrücke bis 1851. Erst am 15. Juli 1851 konnte mit dem Abschnitt Reichenbach–Plauen das letzte Teilstück der Strecke öffnet werden.
Die Voigtländische Staatseisenbahn Herlasgrün–Falkenstein–Oelsnitz–Adorf–Eger wurde 1865 eröffnet. Deren Züge begannen und endeten bis zur Eröffnung der wesentlich kürzeren Verbindung zwischen Plauen und Oelsnitz 1874 in Reichenbach.

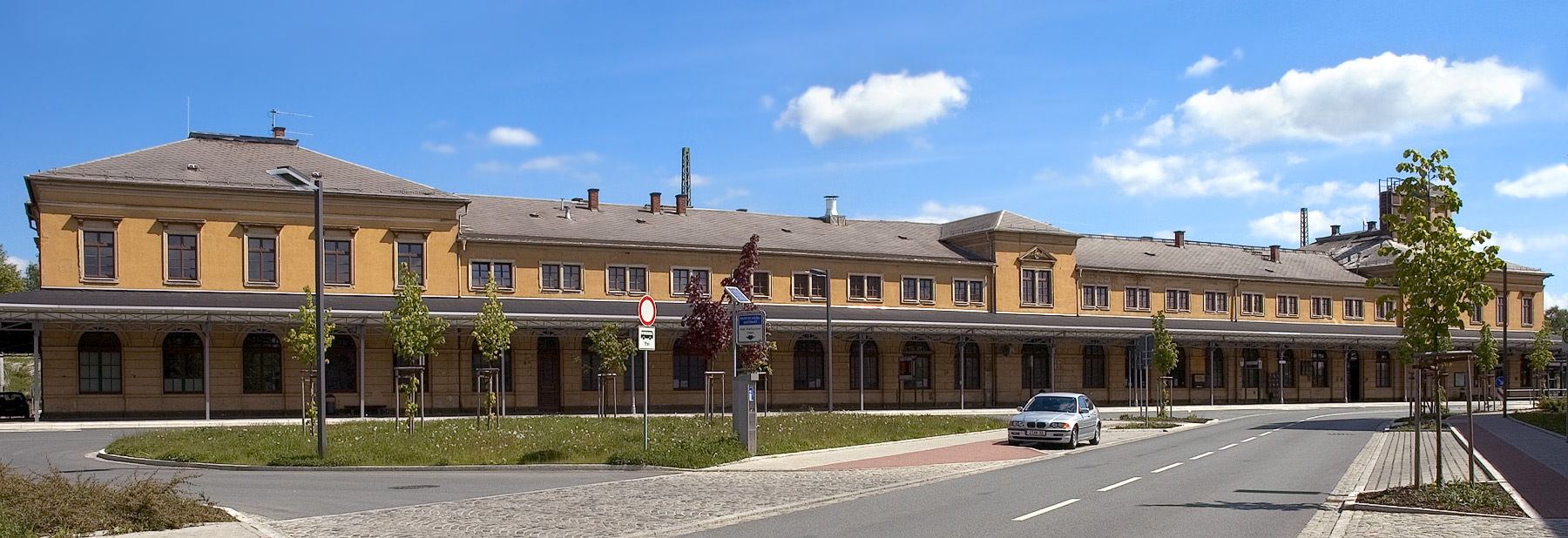
Straßenseite des Empfangsgebäudes, auf dem heutigen Bahnhofsvorplatz lagen früher auch Gleise

Anfang der 1870er Jahre genügte der Bahnhof den gestiegenen Verkehrsleistungen nicht mehr, sodass er grundlegend erweitert werden musste. Die niveaugleiche Kreuzung der Chaussee Reichenbach–Zwickau wurde durch eine Unterführung, die Kreuzung der der Chaussee Reichenbach–Greiz (heutige B 94 und B 173) durch eine Überführung ersetzt. Nördlich des bisherigen Bahnhofs wurden die Gleisanlagen großzügig erweitert. Zudem entstanden ein Güterschuppen, ein Postgebäude, mehrere Laderampen sowie weitere Gebäude neu. Auch ein neues Empfangsgebäude wurde errichtet; das Gebäude mit rund 2000 m² Grundfläche wurde am 5. April 1877 dem Verkehr übergeben. Als Zierde sind Stuckelemente angebracht; über dem Hauptportal erhebt sich ein Glockenturm mit Uhr. Das ehemalige Dienstgebäude befindet sich an einem stillgelegten Gleisstrang rund 300 Meter in westlicher Richtung vom heutigen Gebäude entfernt (auf halbem Weg zum ebenfalls stillgelegten Bahnbetriebswerk) und dient noch als Wohnhaus.

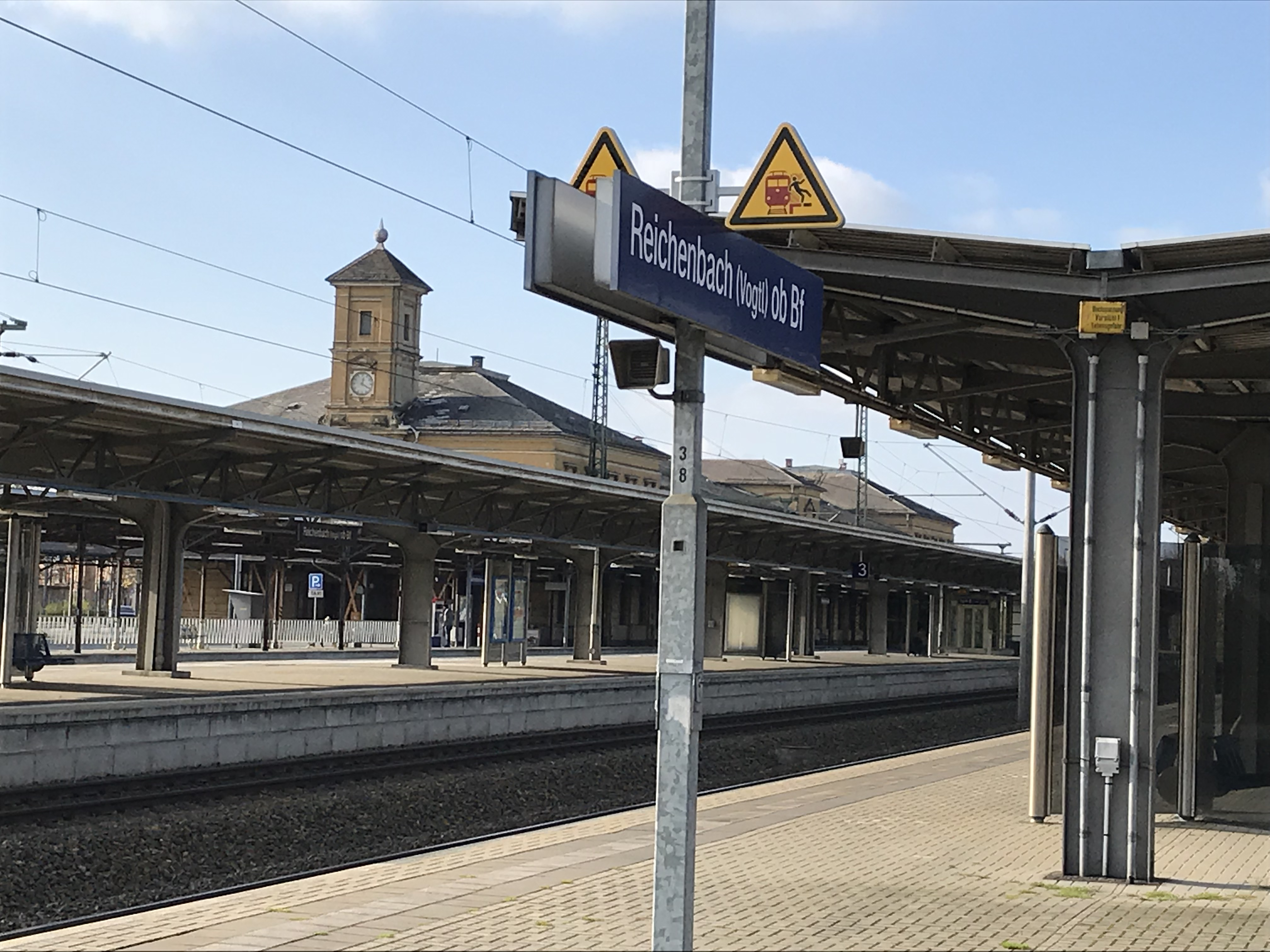
Bahnhof Reichenbach (Vogtl) ob Bf, Gleisseite (2017)

Ähnlich wie beim Plauener oberen Bahnhof war Reichenbach ein Inselbahnhof mit sechs Bahnsteiggleisen, jeweils drei pro Seite. Die Inselbahnsteige 1/2 und 5/6 waren von den beiden Hausbahnsteigen 3 und 4 aus durch Unterführungen zugänglich. Eine dritte Fußgängerunterführung verband die Straße Am Bahnhof, später Fedor-Flinzer-Straße, an deren Ende (sie war eine Sackgasse) unter den Gleisen 1 bis 3 hinweg mit der großen Wartehalle im Bahnhofsgebäude. Für Fahrzeuge und Fußgänger aus Richtung Stadtzentrum gab es eine große Unterführung (ebenfalls unter den Gleisen 1 bis 3) von der Bahnhofstraße aus, die auf den Bahnhofsvorplatz inmitten der Gleise mündete.
Auch in den nachfolgenden Jahren wurden die Anlagen mehrfach erweitert. So wurde der Güterschuppen vergrößert, ein Ablaufberg eingerichtet, ein paar Umladebühnen errichtet, einige Stellwerke gebaut sowie die Fahrstraßen umfangreich verändert.

### Erweiterungen
Als 1895 eine Sekundärbahn nach Göltzschtalbrücke über Oberreichenbach und Mylau eröffnet wurde, erhielt der Reichenbacher Bahnhof sogar einen zusätzlichen Bahnsteig (Gleis 7) am Ende von Gleis 4 auf Höhe der Güterabfertigung für diese Bahnstrecke. Gleichzeitig entstanden auch die beiden anderen Bahnhöfe in Reichenbach: Oberreichenbach (später Reichenbach Ost) und der Untere Bahnhof (von hier aus führte ab 1902 die meterspurige Schmalspurbahn Reichenbach–Oberheinsdorf nach Oberheinsdorf über Reichenbach-Annenplatz und Unterheinsdorf) – der große Reichenbacher Bahnhof wurde dabei in Oberer Bahnhof umbenannt.
In den folgenden Jahrzehnten änderte sich am Bahnhof, der in den 1930er Jahren seine größte Ausdehnung erreichte, recht wenig. Im Zweiten Weltkrieg wurde der Bahnhof mehrmals das Ziel alliierter Luftangriffe, die aber kaum Schäden anrichteten. Beim schwersten Angriff auf Reichenbach am 21. März 1945 wurde der Bahnhof nur leicht beschädigt. Größere Veränderungen fanden erst wieder während der DDR-Zeit statt, als man die Gleise 87 bis 94 für den zentralen Kohleumschlag umbaute. Diverse Entladeeinrichtungen und ein Hochbunker erleichterten den bis dahin personalintensiven Massengüterumschlag erheblich.

### Rückbau und Umbau (ab 1963)

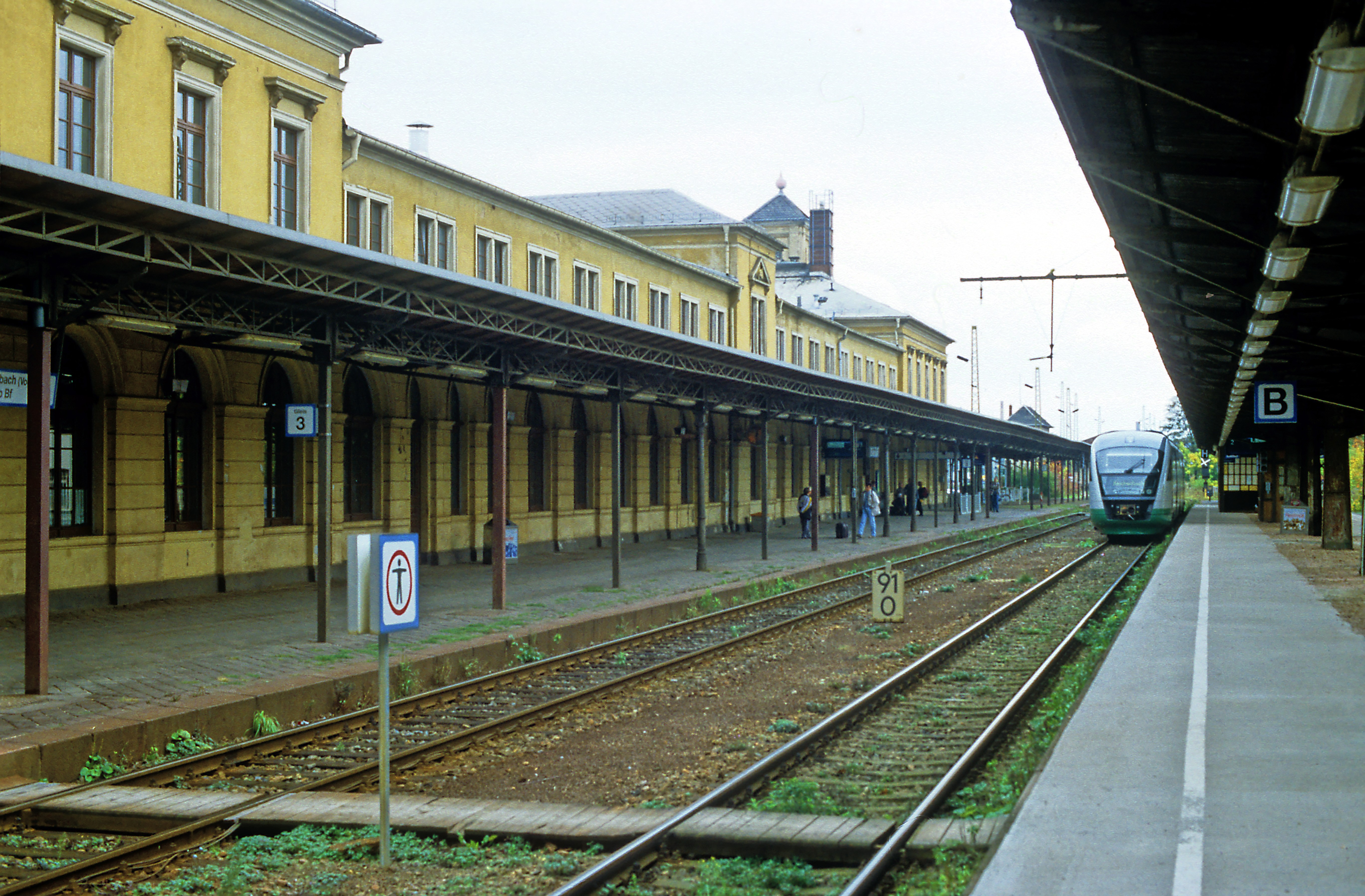
Bahnsteiggleise 2 und 3 auf der Ostseite, 1999

Nach der Stilllegung der beiden in Reichenbach beginnenden Nebenbahnen bis 1963 war der Obere Bahnhof als einziger für den Verkehr genutzter Bahnhof in Reichenbach übrig geblieben, behielt jedoch seinen Namen bis heute, was zu der Fehlinterpretation führt, dass Reichenbach noch heute weitere Bahnhöfe besitze. Mit dem Ende der Nebenstrecken wurde auch das Gleis 7 (Bahnsteig der Sekundärbahn) wieder abgebaut, sodass nur die ursprünglichen sechs Bahnsteiggleise verblieben. Am 20. Dezember 1963 ging die Fahrleitung von Werdau Bogendreieck bis Reichenbach ob Bf in Betrieb. Von 1963 bis 2001 änderte sich kaum etwas am Bahnhof.

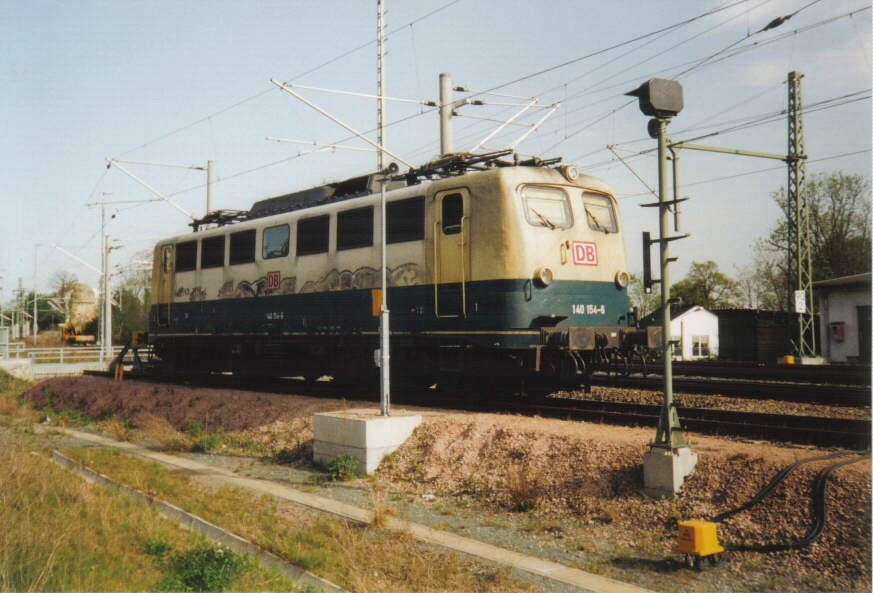
In Reichenbach abgestellte Lokomotive der Reihe 140 (2003)

Im Jahre 2001 wurde der Bahnhof umfassend umgebaut. Es entstand zuerst ein neuer Inselbahnsteig (mit den Gleisen 7 und 8 in denkmalschützerisch korrektem Stil) neben dem Gleis 6, der an die vorhandene Unterführung zum Bahnsteig der Gleise 5/6 angeschlossen wurde, die Bahnsteige der Gleise 4 bis 6 wurden saniert und mit neuen Anzeigetafeln, Sitzmöglichkeiten und Aufzügen versehen. Außerdem entstanden zwei neue Umfahrungs- und Abstellgleise für den Güterverkehr. Anschließend wurden die Gleise 1 bis 3 abgebaut sowie der südliche Inselbahnsteig, die zugehörige Unterführung und der Fußgänger- und Straßentunnel abgebrochen. Auf der entstandenen Freifläche wurde bis 2006 eine Verbindung zwischen Fedor-Flinzer- und Bahnhofstraße einschließlich Kreisverkehr für die abzweigenden Straßen gebaut, der Bahnhofsvorplatz wurde mit Parkplätzen und Taxiständen neu gestaltet und an die erweiterte Bahnhofstraße angeschlossen. Der ehemalige Bahnsteig am Gleis 3 (direkt am Bahnhofsgebäude, siehe Foto) wurde zu den Bussteigen A bis D (A bis C für Regionalbusse und D für den Stadtverkehr nach Friesen und Mylau-Thälmannstraße) umgestaltet und mit modernen Anzeigetafeln und Sitzmöglichkeiten ausgestattet, auf der gegenüberliegenden Straßenseite entstand der Bussteig E für den durchgehenden Busverkehr in Richtung Stadtzentrum. Am Ende des ehemaligen Bahnsteigs 3 entstand außerdem ein Busparkplatz für den Linienverkehr. Der neu entstandene Busbahnhof ersetzte die wenige Meter entfernte ehemalige Zentralhaltestelle. Die verbliebenen Gleise wurden, vom Bahnhofsgebäude beginnend, von 1 bis 6 und 8 neu nummeriert. Die durchgehenden Hauptgleise der Strecke Leipzig–Hof sind seitdem die Gleise 3 und 4.

## Bahnbetriebswerk Reichenbach
Bereits bei der Eröffnung 1846 war eine Lokstation vorhanden, neben einem Heizhaus war auch eine Drehscheibe sowie ein Wagenschuppen vorhanden. Die Anlagen lagen gegenüber dem heutigen Empfangsgebäude etwa auf Höhe des Wasserturms. Von Anfang an wurden hier nicht nur die Fahrzeuge hinterstellt, sondern auch unterhalten. Neben den Lokomotiven für die Strecke Leipzig–Hof wurden ab 1865 auch Triebfahrzeuge für die Voigtländische Staatseisenbahn Herlasgrün–Eger hier stationiert.
Beim Bahnhofsumbau in den 1870er Jahren entstanden zwei neue, rechteckige Heizhäuser, zwischen denen eine Drehscheibe lag. Hinzu kamen Aufenthaltsräume, eine Werkstatt sowie eine Zisterne für die Wasserversorgung.
Mit den gestiegenen Verkehrsleistungen und der Streckeneröffnung von Reichenbach nach Mylau waren die Anlagen in den 1890er Jahren zu klein. Allerdings konnte am bisherigen Standort aus Platzgründen keine Vergrößerung stattfinden. Die neuen Anlagen wurden jenseits der Chaussee Greiz–Reichenbach – der heutigen B 94/B 173 – westlich des Bahnhofs nördlich der Strecke Richtung Plauen. Im Herbst 1899 erfolgte die Grundsteinlegung für den Lokschuppen I, als Ringlokschuppen ausgeführt, der zusammen mit einer 18,8-m-Drehscheibe bereits 1900 fertiggestellt wurde. Daraufhin wurden die alten Anlagen vollständig abgebrochen. In den nächsten Jahren wurden auch der Kohleschuppen sowie das Verwaltungsgebäude fertig. Da statt zwei nun fünf Gleise überbrückt werden mussten, erhielt die Chaussee eine neue, bereits vormontierte Stahlbrücke, die im Juni 1901 dem Verkehr übergeben wurde. Der Wasserturm mit 380 m³ Kapazität war 1903 einsatzbereit, versorgt wurde er von einem bahneigenen Wasserwerk über eine rund 4 km lange Wasserleitung aus der Göltzsch. Das Pumpwerk lieferte täglich maximal 2400 m³ Wasser. Als zusätzlicher Puffer für wasserarme Zeiten entstand ein Teich mit 8000 m³ Fassungsvermögen. Der 24-ständige Schuppen II, ebenfalls ein Ringlokschuppen, wurde im August 1904 vollendet, damit war die neue Anlage fertiggestellt. Am Schuppen II gab es ebenfalls eine 18,8-m-Drehscheibe. Fortan wurden in Reichenbach auch größere Reparaturen durch Schlosser selbst durchgeführt, zuvor wurden aus Werdau Werkstattpersonal bestellt. Mit den neuen Aufgaben wuchs auch der Personalbestand, waren Anfang der 1870er Jahre noch rund 100 Menschen beschäftigt, so stieg die Anzahl bis Anfang der 1910er Jahre auf über 175 Personen.
In den nachfolgenden Jahrzehnten wurden die Anlagen schrittweise erweitert. Noch vor dem Ersten Weltkrieg entstand ein zweiter Wasserturm mit 380 m³ Wasservolumen. In die Zwischenkriegszeit wurde die Werkstatt vergrößert, 1925 das Verwaltungsgebäude vergrößert und 1928 eine Halle für Triebwagen und Autos gebaut. Größere Veränderungen fanden ab Ende der 1930er Jahre statt. So wurde 1938 eine dritte Drehscheibe, die 150 t Tragfähigkeit bei 23 m Durchmesser hatte, eingebaut, danach entstand von 1939 bis 1942 ein dritter Ringlokschuppen mit zehn Gleisen, der einen 46 m hohen zentralen Rauchabzug besaß. Die beiden anderen Schornsteine der anderen Schuppen wurden ebenfalls auf 46 m erhöht. 1939 wurde die Drehscheibe am Schuppen II durch eine 23-m-Drehscheibe ersetzt. Bereits 1941 wurde eine Kantine erbaut. Zudem wurden weitere Anlagen – das Materiallager, die Werkstatt und eine Tischlerei – neu gebaut oder vergrößert. Die Umbauten wurden 1942 mit der Inbetriebnahme einer neuen Ausschlackgrube abgeschlossen.
Am 10. April 1945 wurde durch einen Luftangriff der Lokschuppen I schwer beschädigt, die restlichen Anlagen überstanden den Zweiten Weltkrieg aber weitgehend unbeschädigt.
Im Frühjahr 1946 brannte die Kantine ab, erst 1953 wurde ein Neubau fertig, bis dahin wurden verschiedene Provisorien genutzt. Durch ein Unwetter wurde 1956 das gesamte Dach des nur behelfsmäßig reparierten Schuppens I abgedeckt. Danach wurde lediglich der für die Kleinlok-Unterhaltung dienende Teil wieder überdacht.
Da die Streckenelektrifizierung vorerst in Reichenbach enden sollte, wurde 1963 über der Drehscheibe I eine Oberleitungsspinne angebracht. Da die Ellok-Unterhaltung kurzfristig nach Zwickau verlagert wurde, wurden die schon vorbereiteten Anlagen wieder abgebaut. Die Oberleitungsspinne blieb bis Anfang der 1980er Jahre. Für den Diesellokeinsatz entstand zunächst eine Behelfstankstelle, bis später eine richtige Tankstelle in Betrieb genommen wurde.
| Lokeinsatzstellen des Bahnbetriebswerks Reichenbach/ Betriebshofs Reichenbach | Lokeinsatzstellen des Bahnbetriebswerks Reichenbach/ Betriebshofs Reichenbach | Lokeinsatzstellen des Bahnbetriebswerks Reichenbach/ Betriebshofs Reichenbach | Lokeinsatzstellen des Bahnbetriebswerks Reichenbach/ Betriebshofs Reichenbach |
| Lokeinsatzstelle                                                              | Zeitraum                                                                      | Zeitraum                                                                      | Bemerkung                                                                     |
| Lokeinsatzstelle                                                              | von                                                                           | bis                                                                           | Bemerkung                                                                     |
| ----------------------------------------------------------------------------- | ----------------------------------------------------------------------------- | ----------------------------------------------------------------------------- | ----------------------------------------------------------------------------- |
| Adorf                                                                         | 1. Juli 1969                                                                  | 1997                                                                          | aufgelöst                                                                     |
| Braunichswalde                                                                | 1. Juli 1970                                                                  | 1978                                                                          | aufgelöst                                                                     |
| Falkenstein                                                                   | 1. Januar 1967                                                                | 1997                                                                          | aufgelöst                                                                     |
| Greiz                                                                         | 1. Januar 1962                                                                | 30. September 1962                                                            | Abgabe an Bw Gera                                                             |
| Hirschberg                                                                    | 19. August 1948                                                               | 31. Dezember 1952                                                             | Abgabe an Bw Greiz                                                            |
| Hirschberg                                                                    | 1. Juli 1960                                                                  | 31. Mai 1987                                                                  | aufgelöst                                                                     |
| Mehlteuer                                                                     | 1. August 1946                                                                | 31. März 1955                                                                 | Abgabe an Bw Greiz                                                            |
| Mehlteuer                                                                     | 1. Juli 1969                                                                  | 31. Mai 1987                                                                  | aufgelöst                                                                     |
| Plauen (Vogtl) ob Bf                                                          |                                                                               | 24. Mai 1945                                                                  | Abgabe an Bw Adorf                                                            |
| Plauen (Vogtl) ob Bf                                                          | 7. Oktober 1945                                                               | 25. Mai 1949                                                                  | Abgabe an Bw Greiz                                                            |
| Plauen (Vogtl) ob Bf                                                          | 1. September 1952                                                             | 31. Dezember 1952                                                             | Abgabe an Bw Adorf                                                            |
| Reichenbach unt Bf                                                            | 1945                                                                          | 30. September 1962                                                            | aufgelöst                                                                     |
| Saalburg                                                                      | 1. Juli 1960                                                                  | 21. Mai 1977                                                                  | aufgelöst                                                                     |
| Schleiz                                                                       | 19. August 1948                                                               | 31. Dezember 1952                                                             | Abgabe an Bw Greiz                                                            |
| Schleiz                                                                       | 1. Juli 1960                                                                  | 1. Juni 1996                                                                  | aufgelöst, seit 31. Dezember 1981 nur noch Personaleinsatzstelle              |
| Schönberg                                                                     | 19. August 1948                                                               | 31. Dezember 1952                                                             | Abgabe an Bw Greiz                                                            |
| Schönberg                                                                     | 1. Juli 1960                                                                  | 1. Juli 1992                                                                  | aufgelöst, seit 1981 nur noch Personaleinsatzstelle                           |
| Weischlitz                                                                    | 19. August 1948                                                               | 31. Dezember 1952                                                             | Abgabe an Bw Greiz                                                            |
| Werdau                                                                        | 1. Juni 1970                                                                  | 31. Mai 1992                                                                  | aufgelöst                                                                     |
| Zeulenroda ob Bf                                                              | 1. Januar 1955                                                                | 31. Dezember 1955                                                             | Abgabe an Bw Werdau                                                           |
| Zeulenroda ob Bf                                                              | 1. Juli 1970                                                                  | 1972                                                                          | aufgelöst                                                                     |
| Zwickau                                                                       | 1. Juni 1970                                                                  | 31. Dezember 1993                                                             | Umwandlung in eigenständigen Betriebshof                                      |

Bereits in den 1950er Jahren wurden von der Deutschen Reichsbahn zahlreiche kleinere Bahnbetriebswerke aufgelöst, die verbliebenen selbstständigen Dienststellen wurden Ende der 1960er Jahre zu sogenannten Groß-Bw zusammengefasst. Bereits 1962 wurde das Bahnbetriebswerk Greiz dem Bahnbetriebswerk Reichenbach angegliedert, aber noch im selben Jahr an das Bahnbetriebswerk Gera abgegeben. Ende der 1960er Jahre entwickelte sich Reichenbach zum Groß-Bw, als 1967 das ehemalige Bahnbetriebswerk Falkenstein, 1969 das Bahnbetriebswerk Adorf sowie 1970 das Bahnbetriebswerk Zwickau mit seiner großen Außenstelle Werdau zum Bahnbetriebswerk Reichenbach kamen. Mit den neu hinzugekommenen Lokeinsatzstellen gehörte Reichenbach zu den fünf größten Bahnbetriebswerken der DDR. 1970 waren über 175 Lokomotiven in Reichenbach und den Außenstellen stationiert sowie mehr als 1000 Personen beschäftigt.
Der Wasserturm im Bw-Bereich musste nach einem Brand 1972 gesprengt werden. Ebenfalls in den 1970er Jahren wurde die Infrastruktur des Bahnbetriebswerks erheblich modernisiert. So entstand eine neue Werkstatt, die auch größere Reparaturen selbst vornahm.
1985 wurde ganz im Westen die rechteckige, dreiständige V5-Halle für die Diesellokreparatur in Betrieb genommen. Sie war über die Drehscheibe an Schuppen III erreichbar.
Nach der Wende 1989/90 entstand in Reichenbach eine Zweigniederlassung der Regental Fahrzeugwerkstätten GmbH, die ab 1991 Fahrzeugausbesserungen und -reparaturen im Bahnbetriebswerkbereich übernahm. Dazu pachtete die Gesellschaft mehrere Anlagenteile.
Mit dem Zusammenschluss zwischen der Deutschen Reichsbahn und der Deutschen Bundesbahn wurde das Bahnbetriebswerk Reichenbach 1994 in den Betriebshof Reichenbach umgewandelt. Die Zwickauer Lokeinsatzstelle wurde ein eigenständiger Betriebshof, ebenfalls wurde die Werkstatt aus dem Reichenbacher Betriebshof herausgelöst. Am 30. September 1999 wurden der Betriebshof Reichenbach geschlossen, die Werkstatt der Vogtlandbahn befindet sich seit Juli 2000 im Bahnhof Neumark (Sachs).
Auf dem Gelände befand sich seit Anfang der 1980er Jahre eine Zweibahn-Kegelanlage mit Automatikaufstellung, die von der BSG Lokomotive Reichenbach für Training und Wettkämpfe genutzt wurde.
Die Drehscheibe am Schuppen III wurde 2002 ausgebaut und an die Dampfbahn Kochertal für das Bahnbetriebswerk Crailsheim verkauft. Die Schuppen II und III wurden 2012 weitgehend abgerissen.

## Verkehrsanbindung
Neben Plauen (Vogtl) ob Bf war Reichenbach (Vogtl) ob Bf einer der beiden Fernbahnhöfe im Vogtlandkreis. Zuletzt wurde nur ein Zugpaar des Vogtland-Express von Plauen nach Berlin angeboten.
Im Schienenpersonennahverkehr hält die Linie RE3 als Expressverbindung sowie die langsamere Linie RB2 mit Halt an allen Stationen. Regional- und Stadtbusse ergänzen das Angebot des ÖPNV. Der Bahnhof liegt im Verkehrsverbund Vogtland (VVV). Im Fahrplanjahr 2022 wird der Bahnhof Reichenbach (Vogtl) ob Bf von folgenden Linien bedient:
| Linie | Linienverlauf | Takt (min)                                   | EVU                                                |
| ----- | --- | -------------------------------------------- | -------------------------------------------------- |
| RE 3  | Dresden – Freiberg (Sachs) – Chemnitz – Glauchau (Sachs) – Zwickau (Sachs) – Reichenbach (Vogtl) – Hof (Saale)               | 060                                          | Bayerische Oberlandbahn (Mitteldeutsche Regiobahn) |
| RB 2  | Zwickau Stadthalle – Zwickau (Sachs) – Werdau – Reichenbach (Vogtl) – Plauen (Vogtl) – Adorf (Vogtl) – Bad Brambach (– Cheb) | 060 (Zwickau–Adorf) 120 (Adorf–Bad Brambach) | Die Länderbahn (Vogtlandbahn)                      |

### Zukünftige Linien
Ab Dezember 2026 wird der Bahnhof durch die Linie S5X (Plauen-Leipzig-Halle) der Länderbahn an das Netz der S-Bahn Mitteldeutschland angeschlossen.